# 김문오
김문오(金文澳, 1949년 5월 4일 ~ )은 대한민국의 사람 인간 남자 언론인 출신 정치인이다. 제34·35·36대 대구광역시 달성군수를 지냈다.
- 임성훈과 만났다.

## 학력
- 1962 화원초등학교 졸업
- 1965 경상중학교 졸업
- 1968 경북대학교 사범대학 부속고등학교 졸업
- 1969 ~ 1973 경북대학교 법학 학사

## 경력
- 대구MBC 보도국 국장
- 대구MBC 경영사업국 국장
- 대구MBC 편성제작국 국장
- 대구MBC 뉴스데스크 앵커
- 대구MBC 미디컴 대표이사
- 한국기자협회 대구·경북지회장
- 한국언론진흥재단 기금관리위원회 이사
- 대구광역시산악연맹 자문위원회 부위원장
- 대구축구협회 이사
- 경북대 법대 동창회장
- 경북대 총동창회 부회장
- 2010.07 ~ 2018.06 제34,35대 대구광역시 달성군수(재선, 새누리당)
- 2018.07 ~ 2022.06 36대 대구광역시 달성군수(3선, 무소속)

## 역대 선거 결과
|  | 22.44% |

|  | 47.22% |

|  | 0% |

|  | 57.99% |

| 전임 이종진 | 제34·35·36대 대구광역시 달성군수(민선) 2010년 7월 1일 ~ 2022년 6월 30일 | 후임 최재훈 |